# IBM Rivina
A Rivina egy kísérleti 64 bites PowerPC-típusú mikroprocesszor, amelyet az IBM készített 2000-ben. Ez a "guTS" (Gigahertz Unit Test Site) leszármazottja, mindkettő célja a nagyon magas órajelfrekvenciák elérése volt. Ezek voltak az első mikroprocesszorok, amelyek órajele elérte és túllépte az 1 GHz-es határt.
A tervezőmunkát kevesebb mint húsz mérnök végezte egy húszéves időszak alatt. A tervezet alapvetően a agresszív integrált áramkörtervezési technikákra támaszkodott, körültekintően kialakított alaprajz és mikroarchitektúra mellett, benne egy rövid hatfokozatú futószalaggal. A guTS processzorban a PowerPC utasításkészlet mindössze kb. 100, főleg egészértékű utasítását valósították meg, ez csak egy kísérleti eszköz volt. A Rivina a teljes 64 bites PowerPC specifikációt támogatta, beleértve a duplapontos lebegőpontos utasításokat és a címfordítást is. A guTS egy kis egyciklusos 4 kB méretű L1 gyorsítótárat tartalmazott, a Rivina már kétciklusos, két 64 kB-os csoport-asszociatív gyorsítótárat kapott.
A processzor több mint 19 millió tranzisztorból állt, az IBM CMOS 7S, 0,22 μm-es réz gyártási technológiájával készült. Elérte az 1,15 GHz-es órajelet, 101 °C hőmérsékleten 112 watt disszipáció mellett.

## Fordítás
Ez a szócikk részben vagy egészben  az   IBM Rivina című angol Wikipédia-szócikk ezen változatának fordításán alapul.  Az eredeti cikk szerkesztőit annak laptörténete sorolja fel. Ez a jelzés csupán a megfogalmazás eredetét és a szerzői jogokat jelzi, nem szolgál a cikkben szereplő információk forrásmegjelöléseként.